# São Sebastião (São Paulo)
São Sebastião ist eine Stadt und ein Bezirk (município) im Bundesstaat São Paulo in Brasilien An der Atlantikküste gelegen in der Nachbarschaft des Ortes Caraguatatuba hatte der Ort im Jahre 2019 schätzungsweise 88.980 Einwohner.

## Wirtschaft und Hafen
São Sebastião verfügt über einen Seehafen und liegt gegenüber der Insel Ilhabela, die wegen ihrer Schönheit ein beliebtes Ausflugsziel von Einwohnern der Hauptstadt des Bundesstaates São Paulo ist. Aus diesem Grunde ist die Tourismusindustrie im Bezirk von São Sebastião sehr wichtig. Die Insel wird über einen Fährdienst angelaufen und liegt drei Kilometer entfernt vom Festland. Nicht nur die Insel Ilhabela, sondern auch die am Festland befindlichen Strände von São Sebastião sind sehr beliebte Ausflugsorte. Strände wie Guaecá, Toque-Toque, Maresias, Boiçucanga, Barra do Sahy gelten als Mecca für Surfer der Küste. Maresias gilt heute praktisch als das Ipanema der Paulistas. Deshalb verfügt diese Region auch über eine der besten touristischen Infrastrukturen Brasiliens.  
Im Seehafen von São Sebastião werden hauptsächlich Tankschiffe abgefertigt, die Petroleum und Treibstoff für Raffinerien von Petrobras für die nahe gelegenen Ballungszentren von São Paulo und Santos über Pipelines liefern.     

## Geschichte
São Sebastião ist einer der ältesten Orte an der nördlichen Küste des Bundesstaates São Paulo. Vor der Kolonialisierung lebten in dieser Region indigene Völker vom Stamm der Tupinambás und Tupiniquins. Das umgebende Gebirge der Serra de Boiçucanga war eine natürliche Trennlinie für diese Völker.
Nach der Besetzung des Landes durch die Eroberer wurde in dieser Region viel Zuckerrohr angebaut. Dies brachte der Stadt São Sebastião größere Bedeutung und Reichtum.

## Geographie
Der Bezirk von São Sebastião wird im Norden durch Caraguatatuba im Osten durch den Atlantik und im Süden durch den Bezirk von Bertioga eingegrenzt. Im westlichen Hinterland liegt der Bezirk von Salesópolis.

## Söhne und Töchter der Gemeinde
- Gabriel Medina (* 1993), Surfer